# Olympia-Lotterie

Logo der Olympia-Lotterie

Die Olympia-Lotterie war eine Endziffernlotterie, die von 1967 bis 1974 in der Bundesrepublik Deutschland zur Finanzierung der Olympischen Sommerspiele 1972 in München durchgeführt wurde. Sie wurde als Zusatzlotterie auf den Spielscheinen der Deutschen Lotto- und Totogesellschaften realisiert. Insgesamt beliefen sich die Erträge aus der Olympia-Lotterie auf 252 Millionen DM. Die Olympia-Lotterie wurde 1975 durch das Spiel 77 ersetzt.

## Geschichte

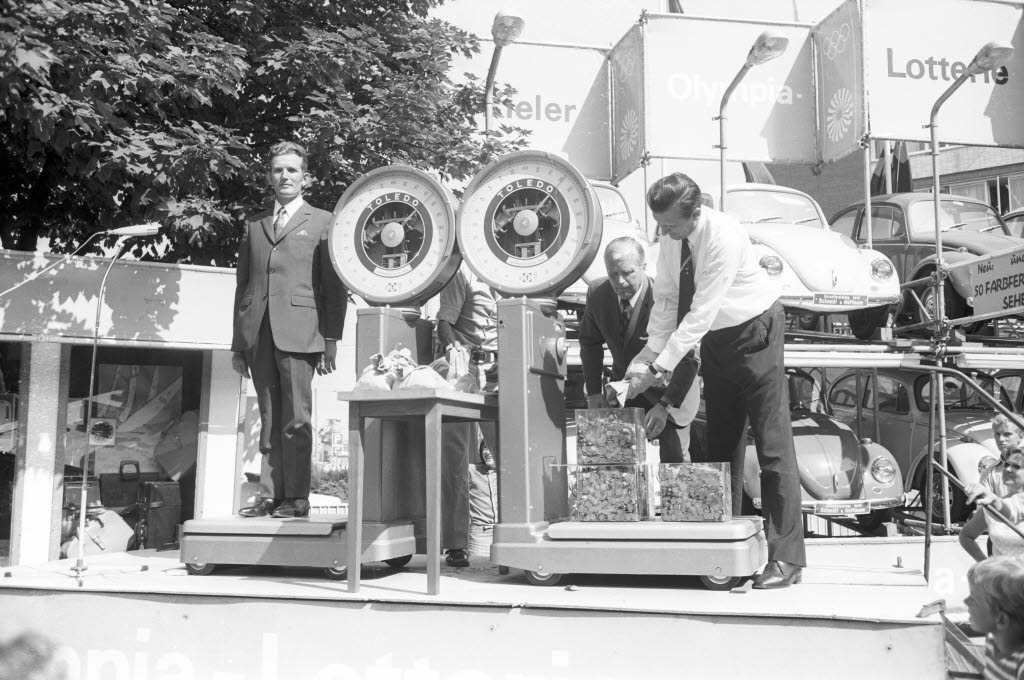
Kiel: der zehnmillionste Käufer eines Lotterieloses wird von Oberbürgermeister Günther Bantzer (re.) in Groschen aufgewogen (1971)

Bereits wenige Wochen nach der Entscheidung des Internationalen Olympischen Komitees zur Austragung der Olympischen Spiele 1972 in München berieten die Ministerpräsidenten der Bundesländer am 14. Juli 1966 auf Vorschlag des Organisationskomitees über die Durchführung einer Olympia-Lotterie zur teilweisen Finanzierung der vorgesehenen Baumaßnahmen. Basierend auf Erfahrungswerten bei vergangenen Lotterien wurde davon ausgegangen, dass durch eine solche Lotterie ein Ertrag von 250 Millionen DM erreicht werden könnte. Dieser Ertrag sollte zu 90 % den Baumaßnahmen in München und zu 10 % zur Finanzierung der Anlagen in Kiel zukommen. Dieser Verteilungsschlüssel basierte auf den zu diesem Zeitpunkt jeweils projektierten Kosten.
Um diese Summe durch eine Lotterie aufzubringen, wurden in der Folge einige Ansätze diskutiert:
- eine Verringerung der Lotto- und Toto-Ausschüttungen um etwa 1 % bei gleichzeitiger Reduzierung der Gewinnquoten
- eine Preiserhöhung um 10 Pfennig („Olympia-Groschen“) auf jeden Spielschein ohne zusätzliche Gewinnchance
- die Durchführung einer weiteren, unabhängigen Lotterie

Diese Überlegungen wurden jedoch wieder verworfen (allerdings wurde der dritte Vorschlag ein paar Jahre später mit der Glücksspirale wieder aufgegriffen) und man entschied sich für eine Kompromisslösung: eine zusätzliche, aber nicht unabhängige Lotterie mit eigenen Gewinnchancen. Die Teilnahme wurde an die bestehenden wöchentlichen Lotterien der Deutschen Lotto- und Totogesellschaften gebunden, indem jeder Spielschein auch an der Olympia-Lotterie teilnahm. Die aufgedruckte Registrierungsnummer des Spielscheins war dabei gleichzeitig die Losnummer für die Olympia-Lotterie. Auf diese Weise konnten gleichzeitig die Verwaltungsgebühren niedrig gehalten werden. Der Preis für diese Teilnahme wurde auf 10 Pfennig festgesetzt.
Dieser Vorschlag wurde am 30. März 1967 den Finanzministern der Länder, am 11. Mai 1967 den Innenministern der Länder und schließlich am 2. Juni 1967 den Ministerpräsidenten der Länder vorgelegt und von ihnen beschlossen. Die Lotto- und Totogesellschaften wurden mit der technischen Durchführung beauftragt. Die Ziehung der ersten Gewinnzahlen der Olympia-Lotterie wurde am 7. Oktober 1967 öffentlich im ZDF neben der Ziehung der Lottozahlen durchgeführt. Später fanden die Ziehungen im aktuellen Sport-Studio des ZDF statt.
Da jedoch recht bald absehbar war, dass die laufenden Erträge aus der Olympia-Lotterie nicht zur Finanzierung der Baumaßnahmen ausreichen würden, beschlossen die Finanzminister der Länder am 2. Juli 1969 eine Verlängerung der Laufzeit der Olympia-Lotterie, bis der erwartete Ertrag von 250 Millionen DM aufgebracht worden war. Auf diese Weise wurde sichergestellt, dass kein Einnahmeausfall zu verzeichnen war. Die letzte Ziehung der Gewinnzahlen fand schließlich am 31. August 1974 statt.
Seit dem 4. Januar 1975 wird vom Deutschen Lotto- und Totoblock anstelle der Olympia-Lotterie das Spiel 77 als Zusatzlotterie angeboten.

## Gewinnklassen
In jeder Ziehung der Olympia-Lotterie wurde mit Hilfe einer Ziehungsmaschine eine vierstellige Zahl gezogen. Die Gewinnklasse wurde dann durch Abgleich der Endziffern der Registrierungsnummer des Spielscheins mit der gezogenen Zahl ermittelt. Es gab zwei Gewinnklassen:
| Gewinnklasse | Anforderung           | Gewinnchance      | Ausschüttung                                         |
| ------------ | --------------------- | ----------------- | ---------------------------------------------------- |
| Klasse I     | 4 richtige Endziffern | 1:10.000 (0,01 %) | 50 DM und Teilnahme an der Verlosung höherer Gewinne |
| Klasse II    | 3 richtige Endziffern | 1:1.000 (0,1 %)   | 5 DM                                                 |

## Erträge
| Zeitraum          | Ertrag          |
| ----------------- | --------------- |
| bis März 1968     | ca. 17 Mio. DM  |
| bis Dezember 1968 | ca. 46 Mio. DM  |
| bis Dezember 1969 | ca. 85 Mio. DM  |
| bis Dezember 1970 | ca. 123 Mio. DM |
| bis Dezember 1972 | ca. 200 Mio. DM |
| bis August 1974   | ca. 252 Mio. DM |

Die Erträge der Olympia-Lotterie wurden auf Sonderkonten des Bayerischen Staatsministeriums der Finanzen und des Finanzministeriums des Landes Schleswig-Holstein gesammelt und dienten unmittelbar der Finanzierung der olympischen Baumaßnahmen. Der durchschnittliche monatliche Ertrag belief sich auf etwa 3 Millionen DM. Bis zum 31. August 1974 wurden insgesamt etwa 252 Millionen DM eingespielt. Von diesem Betrag wurden
- etwa 231 Millionen DM der Olympia-Baugesellschaft in München und
- etwa 20 Millionen DM der Stadt Kiel

zur Finanzierung der olympiabedingten Investitionen zugewiesen. Der Aufteilungsschlüssel wurde dabei im Einvernehmen der Parteien unter Zugrundelegung der olympiabedingten Investitionskosten auf 92 % (München) zu 8 % (Kiel) festgelegt. Nachdem die Einnahmen zum Teil nach Abschluss der Baumaßnahmen eingingen, mussten die Unternehmen den Fehlbetrag vorstrecken, der dann kontinuierlich abgezahlt wurde.
Insgesamt konnte durch die Einnahmen aus der Olympia-Lotterie ein Anteil von etwa 13 % des Gesamtfinanzbedarfs zur Durchführung der Olympischen Spiele von knapp 2 Milliarden DM abgedeckt werden. Nach den Erlösen aus dem Verkauf der Olympia-Gedenkmünzen stellte dies die zweitgrößte Einnahmequelle dar.